# حبيبي مرة أخرى (أغنية)
"...حبيبي مرة أخرى" أو «...بيبي ون مور تايم» (بالإنجليزية: ...Baby One More Time) هي أول أغنية منفردة أصدرتها المغنية الأمريكية بريتني سبيرز. أنتج الأغنية ماكس مارتن ورامي يعقوب؛ بينما قام الأول بكتابتها، وصُدرت في ألبومها الأول الذي يحمل نفس الاسم بواسطة تسجيلات جايف.
بعد أن غنت سبيرز نسخة الديمو لأغنية لم تغنيها توني براكستون، وقعت على غناء ألبوماً كاملاً تنتجه الشركة. «...حبيبي مرة أخرى» هي أغنية بوب مراهقين تتحدث عن مشاعر فتاة بعد انفصالها عن حبيبها.
وصلت الأغنية إلى #1 في عدة دول منها الولايات المتحدة، وأخذت أسطوانتان بلاتينيتان، وأصبحت أعلى أغنية منفردة مبيعاً في الولايات المتحدة لسنة 1999. وهي الآن ضمن قائمة أعلى الأغنيات المنفردة مبيعاً في التاريخ، لبيعها أكثر من 10 ملايين نسخة. كذلك حققت نجاحًا في المملكة المتحدة، حيث حصلت على ثلاث شهادات بلاتينية من صناعة التسجيلات البريطانية (BPI)، وكانت الأغنية الأكثر مبيعًا في البلاد لعام 1999. بيع من الأغنية أكثر من عشرة ملايين نسخة.
بالنسبة للفيديو، تظهر سبيرز كطالبة في مدرسة كاثوليكية، والتي تبدأ تحلم بأنها تغني وترقص حول المدرسة. الفيديو من إخراج نايجل ديك. في 2009، تمت الإشارة إلى الفيديو الموسيقي في فيديو أغنية «إذا كنت تبحث عن آيمي»، حيث ترتدي ابنة سبيرز الخيالية نفس الزي الذي ارتدته بفيديو «...حبيبي مرة أخرى» كتلميذة، بينما كانت ترتدي شرائط وردية في شعرها. في 2010، تم وضع فيديو «...حبيبي مرة أخرى» كثالث أكثر الفيديوهات تأثيراً في تاريخ موسيقى البوب، في استطلاع أجراه موقع جام!. وفي 2011، صُوت للفيديو كأفضل أغنية مصورة في عقد التسعينات، من قبل مجلة بيلبورد. وتواجدت الأغنية في جميع ألبومات سبيرز التجميعية. في عام 2020، صنفت مجلة الرولينغ ستون أغنية «...حبيبي مرة أخرى» كأفضل أغنية منفردة أولي على الإطلاق.
قامت سبيرز بأداء أغنية «...حبيبي مرة أخرى» في عدد من العروض الحية وخلال جميع جولاتها مثل: جولة ...حبيبي مرة أخرى (1999)، وجولة حلم في حلم (2001-2002)؛ قامت سبيرز أيضًا بأداء نسخ معدلة من الأغنية خلال جولة أوبس!... فعلتها مرة ثانية (2000-01)، جولة فندق أونيكس (2004)، جولة إم+إم (2007)، السيرك بطولة بريتني سبيرز (2009)، جولة فيم فيتال، وحفلها الموسيقي السكني بريتني: قطعة مني (2013-17). تم ترشيح أغنية «...حبيبي مرة أخرى» كأفضل أداء صوتي لمغنية بوب في حفل توزيع جوائز الغرامي الثاني والأربعين (2000)، وتم إدراجها في قوائم بلاندر، ورولينغ ستون، وفي إتش 1. وقد لوحظ أنها تعيد تعريف صوت موسيقى أواخر التسعينيات. صنفت سبيرز أغنية «...حبيبي مرة أخرى» كأحد أغانيها المفضلة في كتالوجها. كانت أيضًا الأغنية الأخيرة التي يتم تشغيلها في برنامج البي بي سي الموسيقي أفضل أغاني البوب في التسعينيات. ظهرت أيضًا في لعبة يوبي سوفت الفيديو الراقصة لعام 2011، جاست دانس 3. في عام 2018، صوّت قراء مجلة برافو الألمانية للمراهقين لأغنية «...حبيبي مرة أخرى» لتكون أكبر أغنية ناجحة منذ إصدار أول مجموعة موسيقية لها في 1992.